# Haye-Walter Hansen
Haye-Walter Hansen, född 21 september 1903 i Hamburg, död okänt år, var en tysk arkeolog, etnograf, målare, tecknare och grafiker.
Han var son till senatskanslisten Johannes Theodor Hansen och Clara Amalie Andress. Hansen studerade vid olika högskolor i Tyskland och avlade en Filosofie doktors examen. Han studerade konst vid Hamburgische Landeskunstschule. Han var flitigt verksam som tecknare under vetenskapliga och konstnärliga studieresor. Han vistades i Sverige under längre och kortare perioder 1928, 1930, 1934 och 1952. Under de besöken utförde han flera teckningar med motiv från Stockholm, Bohuslän och Göteborg där han med förkärlek återgav fornminnen samt den äldre bondekulturens byggnader. Hans övriga konst består av landskapsskildringar och porträtt utförda i olja eller i form av grafik. Under en separatutställning i Cuxhaven 1952 visade han uteslutande teckningar och målningar utförda i Sverige och i Sverige ställde han ut i Hunnebostrand 1954. Som arkeolog grävde han bland annat ut en stenåldersboplats utanför Göteborg, dessutom skrev han ett flertal böcker. Hansen finns representerad vid museum i Stockholm, Köpenhamn, Reykjavik och Hamburg.